# Marek Filipek
Marek Filipek (ur. w 1954 w Krakowie) – polski lekarz, doktor nauk medycznych, urolog, chirurg i innowator specjalizujący się w diagnostyce oraz leczeniu chorób prostaty.
Propagator profilaktyki oraz nowoczesnych metod leczenia i małoinwazyjnych technik operacyjnych. Współzałożyciel i Dyrektor Medyczny HIFU Clinic Centrum Leczenia Raka Prostaty, a także pionier metody HIFU (ang. High-Intensity Focused Ultrasound), tj. ogniskowej wysokoenergetycznej terapii ultradźwiękowej w Polsce i Europie Środkowo-Wschodniej.
Główne obszary jego działalności naukowej i zawodowej to: urologia onkologiczna, laparoskopowa, robotyczna oraz chirurgia ogólna.

## Życiorys i działalność zawodowa

### Wykształcenie
Ukończył studia na Wydziale Lekarskim Akademii Medycznej w Krakowie w 1977 roku. W 1980 roku uzyskał specjalizację I stopnia z zakresu chirurgii ogólnej, a w 1986 roku – II stopnia z urologii. Dnia 19 listopada 1999 roku otrzymał stopień doktora nauk medycznych na podstawie badań z zakresu oceny urodynamicznej pęcherza jelitowego, które obronił na Uniwersytecie Jagiellońskim.
Podczas studiów odbył liczne staże i uczestniczył w stypendiach zagranicznych, m.in. w Klinice Urologii prof. Francisa Debruyne’a w Nijmegen w Holandii, gdzie rozwijał swoje kompetencje w zakresie diagnostyki i leczenia nowotworów układu moczowo-płciowych.
Uczestniczył w kursach i szkoleniach z zakresu urologii i chirurgii minimalnie inwazyjnej. Do najważniejszych należy szkolenie Focal-One HIFU, które odbył w 2014 roku we Francji pod okiem doktora Alberta Geleta w Hospices Civils de Lyon oraz kurs Europejskiej Szkoły Urologii w Sztokholmie z zakresu terapii ogniskowej raka prostaty („Focal therapy in prostate cancer”). Ponadto zdobył certyfikat z Masterclass NMIBC w Amsterdamie, a także uczestniczył w licznych konferencjach naukowych dotyczących urologii w Europie i Stanach Zjednoczonych.

### Kariera zawodowa
Po ukończeniu studiów podjął pracę w Collegium Medicum Uniwersytetu Jagiellońskiego jako starszy asystent i wykładowca w Klinice Urologii. W 2000 roku został ordynatorem Oddziału Urologii w Szpitalu Wojewódzkim im. św. Łukasza w Tarnowie. W 2006 roku to samo stanowisko objął w Samodzielnym Specjalistycznym Szpitalu Zachodnim w Grodzisku Mazowieckim, gdzie stworzył od podstaw jeden z najnowocześniejszych oddziałów urologicznych w Polsce.
W 2010 roku założył HIFU Clinic Centrum Leczenia Raka Prostaty, placówkę specjalizującą się w kompleksowej diagnostyce i nowoczesnych metodach leczenia raka gruczołu krokowego. Odkąd w 2021 roku HIFU Clinic połączyło się z Grupą Luxmed, pełnił funkcję Dyrektora Medycznego HIFU Clinic, a także Lidera Zespołu Urologii w Szpitalu św. Elżbiety. Od końca 2024 roku pracuje i operuje w Szpitalu św. Elżbiety jako samodzielny urolog. Obecnie tworzy nowoczesny oddział urologii w Szpitalu CAROLINA w Warszawie.

### Pionierskie działania
Specjalizuje się w dziedzinie urologii onkologicznej, endourologii, laparoskopii i chirurgii robotycznej. Jako pierwszy polski lekarz został w 2012 roku certyfikowanym (przez EDAP TMS) operatorem Ablatherm HIFU, urządzenia stosowanego w małoinwazyjnym leczeniu raka prostaty. Jest zarazem jedynym lekarzem w środkowo-wschodniej części Europy posiadającym uprawnienia do szkolenia innych specjalistów w ramach metody HIFU.
Jego działalność kliniczna koncentruje się na diagnostyce i leczeniu chorób prostaty oraz wdrażaniu nowych technik chirurgicznych, które minimalizują inwazyjność operacji i pozwalają na bardziej precyzyjne leczenie pacjentów.

## Działalność naukowa
Jest autorem licznych publikacji i wystąpień na krajowych i międzynarodowych konferencjach. W swoim dorobku ma ponad 30 prac naukowych, opublikowanych m.in. w czasopiśmie „Urologia Polska” oraz prezentowanych podczas kongresów Polskiego Towarzystwa Urologicznego (PTU) i Europejskiego Towarzystwa Urologicznego (EAU). Jego prace obejmują tematykę zastosowania HIFU w leczeniu raka prostaty, ocenę dynamiki zmian stężenia PSA u pacjentów po terapii oraz możliwości wykorzystania przezcewkowej resekcji prostaty (TURP) w ocenie miejscowego zaawansowania raka gruczołu krokowego.
Uczestniczył w międzynarodowych badaniach klinicznych, a także corocznych konferencjach Amerykańskiego Towarzystwa Urologicznego (AUA). Jest również aktywnym członkiem Polskiego Towarzystwa Urologicznego i Europejskiego Towarzystwa Urologicznego, gdzie w latach 1997–2001 pełnił funkcję wiceprzewodniczącego Oddziału Krakowskiego PTU.
Jest laureatem nagrody PTU i wyróżnienia im. prof. Zewa Wajsmana.

## Współpraca międzynarodowa
Kierowana przez niego HIFU CLINIC, wymieniała doświadczenia z prestiżowymi ośrodkami medycznymi specjalizującymi się w nowoczesnych metodach leczenia raka prostaty. Od 2011 roku współpracuje z dr. n. med. Stefanem Thüroffem z Klinikum Harlaching w Monachium, gdzie zabiegi metodą HIFU wykonuje się od 1996 roku. W 2013 roku nawiązano współpracę z profesorem Markiem Embertonem i doktorem Hashimem Ahmedem z Wielkiej Brytanii, specjalistami w zakresie terapii fokalnej.

### Wkład w rozwój medycyny i technik operacyjnych
Jako pionier w zastosowaniu metody HIFU w Polsce i Europie Środkowo-Wschodniej, przyczynił się do popularyzacji tej małoinwazyjnej technologii w leczeniu raka prostaty. Jest również liderem, który jako jeden z pierwszych w Polsce wraz ze swoim zespołem komercyjnie wprowadził najnowocześniejszą i najbardziej zaawansowaną technologicznie metodę leczenia raka prostaty tj. prostatektomię radykalną w asyście robota medycznego da Vinci. W swojej praktyce łączy techniki chirurgii laparoskopowej i robotycznej, co pozwala na bardziej precyzyjne i bezpieczne leczenie pacjentów. Obecnie pracuje nad popularyzacją tzw. terapii fokalnej, zabiegu oszczędzającego z użyciem metody HIFU – tj. niszczenia tkanki nowotworowej zlokalizowanego ogniska nowotworowego w obrębie gruczołu prostaty. Prowadzi to do zachowania w największym możliwym stopniu funkcji czynnościowych takich jak trzymanie moczu i utrzymania erekcji. Podobnie jak zabieg oszczędzający przy raku piersi, gdzie nie usuwa się całej piersi, tylko wyodrębnione ognisko.
Ponadto jego klinika jako pierwszy ośrodek w Europie wprowadziła badanie 4KScore, pozwalające nawet z 20-letnim wyprzedzeniem przewidzieć ryzyko wystąpienia agresywnego raka gruczołu krokowego, a także test, tzw. biopsję z moczu Select MDX.
Organizator konferencji dotyczących znaczenia wsparcia rodzin w leczeniu onkologicznym. Autor pojęcia „diagnoza z miłości” odnoszącego się do faktu, że w znacznej mierze to właśnie najbliżsi przyczyniają się do postawienia diagnozy mogącej uratować życie. W jego przypadku była to żona. Sam przeszedł raka prostaty w 2016 roku i od tego czasu głośno o tym mówi, aby zachęcić innych do regularnych badań.

## Życie prywatne
Mieszka i pracuje w Warszawie wraz z żoną, Mają Meissner.